# Afsnit af Teenage Mutant Ninja Turtles (2003)
Dette er en oversigt over afsnittene i den amerikanske tegnefilmserie Teenage Mutant Ninja Turtles, som er produceret af Mirage Studios og udsendt i 156 afsnit fordelt på syv sæsoner i perioden 8. februar 2003 – 28. februar 2009. Det er den anden serie af dette navn, den første udsendtes 1987-1996, mens en tredje udsendtes fra efteråret 2012.

## Serieoversigt
| Sæson | Sæson           | Sæson                     | Afsnit          | Oprindelig sendt   | Oprindelig sendt  | Oprindelig sendt       |
| Sæson | Sæson           | Sæson                     | Afsnit          | Start              | Slut              | Netværk                |
| ----- | --------------- | ------------------------- | --------------- | ------------------ | ----------------- | ---------------------- |
|       | 1               | 1                         | 26              | 1. februar 2003    | 1. november 2003  | Fox (FoxBox, 4Kids TV) |
|       | 2               | 2                         | 26              | 8. november 2003   | 2. oktober        | Fox (FoxBox, 4Kids TV) |
|       | 3               | 3                         | 26              | 9. oktober 2004    | 23. april 2005    | Fox (FoxBox, 4Kids TV) |
|       | 4               | 4                         | 26              | 10. september 2005 | 15. april 2006    | Fox (FoxBox, 4Kids TV) |
|       | 5               | Ninja Tribunal            | 12              | 16. februar 2008   | 3. maj 2008       | Fox (FoxBox, 4Kids TV) |
|       | 6               | Fast Forward              | 26              | 29. juli 2006      | 27. oktober 2007  | Fox (FoxBox, 4Kids TV) |
|       | 7               | Back to the Sewer         | 13              | 13. september 2008 | 27. marts 2010    | The CW (The CW4Kids)   |
|       | Kortfilm        | Mayhem from Mutant Island | 13              | N/A                | N/A               | The CW (The CW4Kids)   |
|       | Turtles Forever | Turtles Forever           | Turtles Forever | 21. november 2009  | 21. november 2009 | The CW (The CW4Kids)   |

## Afsnit
Bemærk at
- Afsnittene er oplistet efter produktionsnummer. I enkelte tilfælde er afsnit dog udsendt i anden rækkefølge, hvilket fremgår af datoerne.
- Hvis ikke andet er nævnt, fandt første udsendelse sted i tv i USA.
- Sæson 5 udsendtes forskudt i forhold til sæson 6. Se uddybende forklaring ved sæson 5.
- Indtil videre er kun afsnit 1-78 og 118-156, dvs. sæson 1-3 og 6-7 udsendt på dansk. Der er derfor kun angivet danske titler for disse afsnit.
- De danske titler er de, der siges i afsnittene, og afviger for nogle af de udgivnes vedkommende lidt fra hvad, der står på dvd-coverne. Det gælder således blandt andet afsnit 13, 32 og 40, hvor der ikke nævnes "del et" eller "første del", uagtet at det er en del af de engelske originaltitler.

### Sæson 1 (2003)
| Nr. i serie | Titel                                                                          | Oprindelig sendedato |
| --- | ------------------------------------------------------------------------------ | -------------------- |
| 1 | "Things Change" "Tiderne skifter"                                              | 8. februar 2003      |
| Paddernes dagligdag bliver brat afbrudt af en flok muserrobotter, der ødelægger paddernes gamle hule, adskiller dem fra Splinter og tvinger dem op på gadeplan, hvor De lilla drager er på tyvetogt, og hvor Fodklanen lurer.                                                                           |                                                                                |                      |
| 2 | "A Better Mousetrap" "En bedre musefælde"                                      | 15. februar 2003     |
| Padderne opdager, at manden bag muserne er Baxter Stockman, og hans assistent April o'neil opdager, at han har gang i mere. Men da hun selv bliver opdaget af Baxter Stockman, må hun flygte ud i kloakkerne med en hel hær af musere i hælene.                                                         |                                                                                |                      |
| 3 | "Attack of the Mousers" "Musernes angreb"                                      | 22. februar 2003     |
| April vågner forskrækket hos padderne, men efter at have hørt deres historie enes hun med dem om at ødelægge muserne. |                                                                                |                      |
| 4 | "Meet Casey Jones" "Mød Casey Jones"                                           | 1. marts 2003        |
| Raphael støder ind i selvtægtsmanden Casey Jones, som han prøver at berolige. Imidlertid har Casey lagt sig ud med De lilla drager. |                                                                                |                      |
| 5 | "Nano"                                                                         | 8. marts 2003        |
| Et eksperiment med Nanobotter går galt, og et monster bestående af ting opstår. Det knytter sig til en småsvindler, som nok ved at udnytte det. |                                                                                |                      |
| 6 | "Darkness on the Edge of Town" "Mørke over byens tage"                         | 15. marts 2003       |
| Fodklanen stjæler trods paddernes modstand det mystiske stråleudskydende Tengos sværd fra et museum, men hvad vil de og Shredder med det, og hvad er det egentlig? Og hvad leder de efter under vandet med det og en strålekanon? Et er sikkert, de har ikke i sinde at lade padderne få fat i sværdet. |                                                                                |                      |
| 7 | "The Way of Invisibility" "Usynlighedens vej"                                  | 22. marts 2003       |
| Baxter Stockman har konstrueret en ny type krigere, Fod-tech-ninjaerne, som padderne snart stifter bekendtskab med. I første omgang fanger de Raphael, som Hun imidlertid lader slippe fri, for at hel deling kan følge efter ham til og få ram på de andre padder.                                     |                                                                                |                      |
| 8 | "Fallen Angel" "Den faldne engel"                                              | 29. marts 2003       |
| Casey forsøger at få pigen Angel væk fra De lilla drager, men det er sværere end som så. For da han blander sig i hendes optagelsesprøve, sørger Hun for, at Casey ender som præmie ved den næste kamp i deres tæskebur. En kamp padderne tager del i.                                                  |                                                                                |                      |
| 9 | "Garbageman" "Skraldemanden"                                                   | 5. april 2003        |
| Hjemløse kidnappes af galningen Skraldemanden, der ville et imperium på skrald. Men padderne er venner med de hjemløse og har i sinde at vælte det imperium. |                                                                                |                      |
| 10 | "The Shredder Strikes, Part One" "Shredder slår til - 1"                       | 12. april 2003       |
| Shredder forsøger at lokke Leonardo i sit net under påskud af en kamp mod en større ondskab. Men Splinter lærer ham og de andre padder om hvem Shredder er, og hvordan han i sin tid var ansvarlig for Splinters mester Hamato Yoshis død.                                                              |                                                                                |                      |
| 11 | "The Shredder Strikes, Part Two" "Shredder slår til - 2"                       | 19. april 2003       |
| Padderne kæmper mod Shredder, men oddsene synes umulige. Eller kan Splinter hjælpe? For nok er han utilfreds med sine elever, men han har stadig noget at hævne. |                                                                                |                      |
| 12 | "The Unconvincing Turtle Titan" "Den uheldige paddehelt"                       | 3. maj 2003          |
| Michelangelo forsøger sig som superhelt, men det viser sig at være lige lovligt farligt. For hans forbilledes ærkefjende har udsendt små robotter, der får folk til at gøre onde ting. |                                                                                |                      |
| 13 | "Notes from the Underground, Part One" "Historier fra undergrunden"            | 10. maj 2003         |
| Der er noget galt i undergrunden, så padderne tager derned for at undersøge det. De opdager et forladt laboratorium, hvor Fodklanens fejlslagne eksperimenter har resulteret i en flok monstre. |                                                                                |                      |
| 14 | "Notes from the Underground, Part Two" "Historier fra undergrunden, del to"    | 17. maj 2003         |
| Padderne får beroliget tre monstre og sammen søger de dybere ned efter krystaller, der kan hjælpe monstrene fra galskab. Men de må trodse andre monstre først. |                                                                                |                      |
| 15 | "Notes from the Underground, Part Three" "Historier fra undergrunden, del tre" | 24. maj 2003         |
| Padderne og monstrene når en underjordisk by, men en efter en forsvinder de på mystisk vis til kun Michelangelo er tilbage. Den ansvarlige viser sig at være den sidste overlevende fra en gammel race.                                                                                                 |                                                                                |                      |
| 16 | "The King" "Kongen"                                                            | 31. maj 2003         |
| Donatello møder Aprils lejer, tegneren Kirby, hvis pen gør hans fantasifulde tegninger levende. Og levende er i ubehagelig høj grad hans monstre i et fantasilandskab, de begge kommer ind i. Note: Afsnittet indledes med teksten "Denne episode er tilegnet Jack Kirby - "tegneseriernes konge"".     |                                                                                |                      |
| 17 | "Shredder Strikes Back, Part One" "Shredder slår igen, del et"                 | 7. juni 2003         |
| Leonardos morgentur bliver til et mareridt, da Fodklanen jager ham over tagene. De andre undrer sig over, hvor han bliver af, uvidende om de stadig stærkere modstandere, han må overvinde. |                                                                                |                      |
| 18 | "Shredder Strikes Back, Part Two" "Shredder slår igen, del to"                 | 14. juni 2003        |
| Fodklanen angriber for fuld styrke Aprils hjem, hvor padderne forsøger at forsvare sig mod overmagten. Men selv med Caseys hjælp er Shredder, Hun, elitekorpset og et utal af menige fodninjaer en alt for stor mundfuld.                                                                               |                                                                                |                      |
| 19 | "Tales of Leo" "Fortællinger om Leo"                                           | 13. september 2003   |
| Padderne, Splinter, April og Casey flygter til Caseys bedstemors gård. Leonardo er bevidstløs, men måske kan fortællinger om paddernes barndom vække ham. Raphael, Donatello, Michelangelo og Splinter har hver deres minder.                                                                           |                                                                                |                      |
| 20 | "Monster Hunter" "Monsterjægeren"                                              | 20. september 2003   |
| En selvglad tv-vært tror, Michelangelo er et monster, og vil fange ham. Donatello og Casey hjælper ham med at narre tv-værten og samtidig redde et rigtigt men fredeligt monster. |                                                                                |                      |
| 21 | "Return to New York, Part One" "Tilbage til New York, del et"                  | 27. september 2003   |
| Padderne angriber Shredders skyskraber, men der er langt til toppen. En afledningsmanøvre får dem ind, men der er stadig masser af fodninjaer og sværtbevæbnede fod-tech-ninjaer at bekæmpe. |                                                                                |                      |
| 22 | "Return to New York, Part Two" "Tilbage til New York, del to"                  | 4. oktober 2003      |
| Padderne må trodse tre stærke Shredder-kloner, en faldende elevator, en fældefyldt gang og fem magiske væsener med kræfter fra de fem elementer, før de kan nå frem til Shredder, som har selskab af sit elitekorps og Hun.                                                                             |                                                                                |                      |
| 23 | "Return to New York, Part Three" "Tilbage til New York, del tre"               | 11. oktober 2003     |
| Baxter Stockman blander sig i kampen, og padderne og Shredder må nødtvungent bekæmpe ham i fællesskab. Men selv med det gjort venter stadig flere af Shredders ubehageligheder. |                                                                                |                      |
| 24 | "Lone Raph and Cub" "Raph på barnemission"                                     | 18. oktober 2003     |
| Raphael møder en dreng, hvis mor holdes fanget af mafiaen. Og da drengen ikke vil gå til politiet, må Raphael selv tage affære. Nemmere sagt end gjort da han bliver midlertidigt blind og afhængig af drengens instruktioner for at få ram på skurkene.                                                |                                                                                |                      |
| 25 | "Search for Splinter, Part One" "Jagten på Splinter, del et"                   | 25. oktober 2003     |
| Splinter er væk, men efter at have gennemsøgt hele byen beslutter padderne sig for at spore en af Beskytterne, der forsvandt samtidig. De sporer ham mod firmaet TCRI - dem der lavede mutagenet, der forvandlede padderne.                                                                             |                                                                                |                      |
| 26 | "Search for Splinter, Part Two" "Jagten på Splinter, del to"                   | 1. november 2003     |
| TCRI-bygningen er ikke normal - den dækker over rumvæsener, der har sære indretninger. Og de tager ikke venligt imod hverken de indtrængte padder eller den afledende Casey. |                                                                                |                      |

### Sæson 2 (2003-2004)
| Nr. i serie | Titel | Oprindelig sendedato |
| --- | --- | -------------------- |
| 27 | "Turtles in Space Part One: The Fugitoid" "Padder i rummet, del et: Flugtobotten"                                 | 8. november 2003     |
| Paddernes sendes tværs gennem galaksen til planeten D’Hoonnib, hvor de møder Flugtobotten, alias professor Honeycutt, der er fanget i en robotkrop. Han er på flugt fra de lokale magthavere, Føderationen, og det samme er padderne snart.                                                               | |                      |
| 28 | "Turtles in Space Part Two: The Trouble with Triceratons" "Padder i rummet, del to: Problemet med triceratonerne" | 15. november 2003    |
| Padderne og Flugtobotten er på flugt fra Føderationen men render ind i deres ærkefjender triceratonerne. De kidnapper Flugtobotten, men padderne følger efter. | |                      |
| 29 | "Turtles in Space Part Three: The Big House" "Padder i rummet, del tre: Fængslet"                                 | 22. november 2003    |
| Padderne ryger i fængsel, men der har de ikke tænkt sig at blive. Og at Raphael efter et slagsmål ryger i isolation forhindrer ikke et udbrud. Men et er at komme ud cellerne, noget andet er komme forbi de triceratonske vagter.                                                                        | |                      |
| 30 | "Turtles in Space Part Four: The Arena" "Padder i rummet, del fire: Arenaen"                                      | 29. november 2003    |
| Padderne må forsøge sig som gladiatorer og viser sig ikke uden evner. Spørgsmålet er så, om det kan hjælpe Honeycutt, for triceratonernes rigsherre truer med at dræbe padderne, hvis ikke Honeycutt bygger sin opfindelse teleportalen for dem.                                                          | |                      |
| 31 | "Turtles in Space Part Five: Triceraton Wars" "Padder i rummet, del fem: Triceratonkrigene"                       | 6. december 2003     |
| Padderne og Flugtobotten flygter og kommer i krydsild mellem Føderationen og triceratonerne, der begge vil have fat i teleportalen. Den selv samme teleportal der gerne skulle bringe padderne hjem. | |                      |
| 32 | "Secret Origins Part 1" "Den hemmelige oprindelse"                                                                | 17. januar 2004      |
| Tilbage på Jorden opdager padderne, at Splinter er i god behold takket være rumvæsenerne i TCRI-bygningen, utrommerne. De giver padderne og Splinter en tur i Orakelkammeret, en virtuel verden hvor de genoplever, hvordan utrommerne styrtede ned på Jorden for tusind år siden.                        | |                      |
| 33 | "Secret Origins Part 2" "Den hemmelige oprindelse, anden del"                                                     | 24. januar 2004      |
| Padderne og Splinter bliver fanget i den virtuelle verden, hvor de må kæmpe mod en tidlig udgave af Shredder, der imidlertid får fat i Tengos sværd. | |                      |
| 34 | "Secret Origins Part 3" "Den hemmelige oprindelse, tredje del"                                                    | 31. januar 2004      |
| Padderne og Splinter er tilbage, og det samme er Shredder. Han har et regnskab at gøre op med utrommerne, et endog meget gammelt regnskab. | |                      |
| 35 | "The Ultimate Ninja" "Den ultimative ninja"                                                                       | 7. februar 2004      |
| Leonardo bliver udfordret til en duel på liv og død af Den ultimative ninja under Gyojis overvågning. De andre vil blande sig, men det forbyder Splinter, der ved mere end han siger om de to fremmede.                                                                                                   | |                      |
| 36 | "Reflections" "Refleksioner"                                                                                      | 14. februar 2004     |
| Padderne tænker tilbage på forskellige episoder, som alle synes relateret til Shredder. Hamato Yoshis død, kampene på liv og død på hustaget, i skyskraberen og hos utrommenerne og det indirekte ansvar for paddernes mutation.                                                                          | |                      |
| 37 | "Modern Love - The Return of Nano" "Nano vender tilbage"                                                          | 21. februar 2004     |
| Nanomonstret genopstår og forårsager nye ødelæggelser. Han befrier sin "far" småsvindleren og vil have nanobotternes skaber, videnskabskvinden, som mor. | |                      |
| 38 | "What a Croc!" "En ny dille"                                                                                      | 28. februar 2004     |
| Padderne opdager en menneskelignende alligator, som uheldigvis huser Baxter Stockman, der har narret alligatoren, Leatherhead, til at bygge en kamprobot, der kan aflæse paddernes evner. | |                      |
| 39 | "Return to the Underground" "Tilbage til undergrunden"                                                            | 6. marts 2004        |
| Padderne vender tilbage til undergrunden for at hjælpe deres venner, de tidligere monstre. De har imidlertid allerede forsøgt at hjælpe sig selv med katastrofalt resultat. | |                      |
| 40 | "City at War Part 1" "En by i krig"                                                                               | 13. marts 2004       |
| Shredder er væk og nu kæmper Fodklanen, De lilla drager og mafiaen om magten. Leonardo vil blande sig, men Raphael mener ikke, at det er deres kamp. Og Leonardos forsøg viser sig da også snart at være livsfarlige.                                                                                     | |                      |
| 41 | "City at War Part 2" "En by i krig, del to"                                                                       | 20. marts 2004       |
| Padderne befinder sig midt i bandekrigen, hvor der er lidt for mange spillere involveret. For mafiaen har allieret sig med Baxter Stockman, mens en ny spiller ankommer fra Japan. | |                      |
| 42 | "City at War Part 3" "En by i krig, del tre"                                                                      | 27. marts 2004       |
| Shredders plejedatter Karai er kommet for at skabe orden i kaos - på sin egen måde. Hun vil underlægge sig både Fodklanen og De lilla drager ved at udgive sig for Shredder. Men det går galt, så hendes hyrede reserver, padderne og Casey, må blande sig.                                               | |                      |
| 43 | "Junklantis" "Skraldlantis"                                                                                       | 3. april 2004        |
| Donatello og Michelangelo prøver den nye skjold-ubåd. De opdager, at skraldemanden har overlevet og opbygget en undersøisk base, hvorfra han nu sænker skibe. De to padder må stoppe ham, før han får ram på sit største mål til dato, et krydstogtskib.                                                  | |                      |
| 44 | "The Golden Puck" "Den gyldne puck"                                                                               | 10. april 2004       |
| Casey har hevet padderne med til superslamkamp, men kampen får en brat afslutning, da en forbrydertrio med parahawks stjæler det udsatte trofæ. Casey vil have det tilbage, og padderne følger efter. | |                      |
| 45 | "Rogue in the House Part 1" "Forbryder på spil, del et"                                                           | 17. april 2004       |
| Shredder er tilbage, og han vil have hævn over padderne. En Splinterrobot bliver sendt ud, men ved hjælp fra en efterladt triceraton, Zog, bliver den overvundet. Den rigtige Splinter vil hævne dette bluffnummer og kursen sættes mod Shredders skib.                                                   | |                      |
| 46 | "Rogue in the House Part 2" "Forbryder på spil, del to"                                                           | 24. april 2004       |
| Med Zogs hjælp angriber padderne Shredders skib. De vil sende den ud på havet og sprænge det i luften, men både fodninjaer, Karai, Hun, Shredder og Baxter Stockmans nye halvfærdige superrobotter kommer i vejen.                                                                                        | |                      |
| 47 | "April's Artifact" "Aprils kunstgenstand"                                                                         | 1. maj 2004          |
| En drillekube fra Aprils onkel Augie sender hende og padderne til en mystisk verden, hvor kæmpehvepse huserer. Det viser sig, at Augie har været der, og hans efterladte dagbog fortæller om en drillekube i et tempel, der kan bringe April og padderne hjem. Men kæmpehvepsene har bygget bo i templet. | |                      |
| 48 | "Return of the Justice Force" "Justice Force vender tilbage"                                                      | 8. maj 2004          |
| En flok tegneseriehelte fra en gammel serie viser sig at være virkelige, men nogen vil de nu aldrende helte til livs. Alt tyder på at et forsmået medlem er den skyldige, men han nægter alt. | |                      |
| 49 | "Big Brawl Part 1" "Den store kamp, del et"                                                                       | 15. maj 2004         |
| Padderne følger efter Splinter til en anden verden, hvor der finder mand-til-mand-kampe sted. Det viser sig at være kvalifikationskampe til turneringen Kamp Nexus, som Splinter i sin tid vandt, og som padderne nu bliver tilmeldt.                                                                     | |                      |
| 50 | "Big Brawl Part 2" "Den store kamp, del to"                                                                       | 18. september 2004   |
| Kamp Nexus går i gang. Padderne klarer sig pænt i første runde, men anden runde byder på følelsesladede kampe. Hvad ingen af dem ved er imidlertid, at Den ultimative ninja har grumme planer. | |                      |
| 51 | "Big Brawl Part 3" "Den store kamp, del tre"                                                                      | 25. september 2004   |
| Kamp Nexus skrider frem med blandt andet Raphael og Michelangelo i kvartfinale mod hinanden. Men imens er Leonardo og Daimyoen blevet sårede og Splinter fængslet på falsk anklage. Til gengæld lærer Donatello kaninsamuraien Usagi at kende, og trods skepsis viser de sig at dele æresbegreber.        | |                      |
| 52 | "Big Brawl Part 4" "Den store kamp, del fire"                                                                     | 2. oktober 2004      |
| Der kæmpes både i arenaen og bag kulisserne i Kamp Nexus, hvor finalen nærmer sig i mere end en forstand. Michelangelo når finalen i arenaen, men imens har Donatello og Usagi travlt med at redde Daimyoen og Raphael og Traximus med at befri Splinter.                                                 | |                      |

### Sæson 3 (2004-2005)
| Nr. i serie | Titel                                                         | Oprindelig sendedato |
| --- | ------------------------------------------------------------- | -------------------- |
| 53 | "Space Invaders Part One" "Invasion fra rummet, første del"   | 9. oktober 2004      |
| 54 | "Space Invaders Part Two" "Invasion fra rummet, anden del"    | 16. oktober 2004     |
| 55 | "Space Invaders Part Three" "Invasion fra rummet, tredje del" | 23. oktober 2004     |
| 56 | "Worlds Collide Part One" "Verdener kolliderer, første del"   | 30. oktober 2004     |
| 57 | "Worlds Collide Part Two" "Verdener kolliderer, anden del"    | 6. november 2004     |
| 58 | "Worlds Collide Part Three" "Verdener kolliderer, tredje del" | 13. november 2004    |
| 59 | "Touch and Go" "Rør og kæmp"                                  | 20. november 2004    |
| 60 | "Hunted" "Jaget"                                              | 27. november 2004    |
| Leatherhead er psykisk ustabil og plages af tvangstanker om at være et monster. Efter et anfald flygter han ud i kloakkerne. Padderne søger efter ham, men uheldigvis udser en storvildtsjæger både dem og ham som trofæer. |                                                               |                      |
| 61 | "H.A.T.E." "M.I.V.R."                                         | 4. december 2004     |
| 62 | "Nobody's Fool" "Jeg er "ikke nogen""                         | 11. december 2004    |
| Under en natlig tur støder Leonardo og Michelangelo på en maskeret kappeklædt forbryderbekæmper. Han er tidligere politimand, der vil hævne sig på den, der fornedrede ham, en person der viser sig at samarbejde med Hun. |                                                               |                      |
| 63 | "New Blood" "Nyt blod"                                        | 22. januar 2005      |
| 64 | "The Lesson" "Lektionen"                                      | 18. december 2004    |
| 65 | "The Christmas Aliens" "Julerumvæsenerne"                     | 25. december 2004    |
| Det er jul i New York, men ikke alle forstår julens sande mening. Michelangelo opdager således, at De lilla drager stjæler en lastbil fuld af legetøj til forældreløse. Ene padde tager han sammen med sin lille nye ven, den herreløse kat Klunk, kampen op. |                                                               |                      |
| 66 | "The Darkness Within" "Det indre mørke"                       | 29. januar 2005      |
| 67 | "Mission of Gravity" "Mission tyngdekraft"                    | 5. februar 2005      |
| En tyngdekraftgenerator, triceratonerne efterlod, holder Beijing svævende 30 km over jorden. Shredder sender Hun og Baxter Stockman ud efter den, men da det vil sende indbyggerne i døden, smugler Karai padderne med for at forhindre det. |                                                               |                      |
| 68 | "The Entity Below" "Væsenet i dybet"                          | 6. februar 2005      |
| 69 | "Time Travails" "Tidsproblemer"                               | 7. februar 2005      |
| 70 | "Hun on the Run" "Huns sidste chance"                         | 8. februar 2005      |
| Karai bliver fanget af Bishop, der kræver, at Shredder udleverer sin indsamlede rumvæsenteknologi til gengæld. Men Shredder vælger at give Hun en sidste chance og giver ham til opgave at redde hende. Men Baxter Stockman får luret padderne til også at involvere sig. |                                                               |                      |
| 71 | "Reality Check" "Paralleldimensioner"                         | 5. marts 2005        |
| Efter et ubehageligt møde med Draco og Daimioens Søn, havner Michaelangelo i en anden dimension. I denne dimension er padderne superhelte, Mikey bliver undersøgt af denne verdens Donatello som er electroturtel men nogle impulser hiver i Mikey. Pludselig dukker borgmester April O´neil op med sin assistent Caisy Jones. Byen er i fare, padderne tager af sted for at redde den. Da de kommer til stedet finder Mikey ud af den grusomme skæbne, at det er master Splinter der er skurken. Men det lykkes dem at snyde ham og få ham udslettet. Endelig bliver Mikey revet ud af den dimension og "hjem". Efter dette eventyr rejser surperhelte-padderne en statue af Mikey, fordi han gjorde det muligt for dem at vinde. |                                                               |                      |
| 72 | "Across the Universe" "Ud i universet"                        | 12. marts 2005       |
| Efter et ubehageligt møde med Draco og Daimioens Søn (det samme som i afsnit 71), havner Raphael et sted i fremtiden. Han havner midt på en bane i planet racer. Han vælter uheldigvis et køretøj og slår begge personer bevidstløse. Da han opdager at de bliver forfulgt rejser han raceren op og køre dem til mållinjen. Navigatøren bliver slemt skadet, så Falco beslutter at Raph kører og han navigerer. På den næste planet går noget galt og de bliver næsten føde for ormene i grotterne. Raph føler noget trække i ham og han kan ikke røre styret, de mister balancen og falder ud over en klippe men får endelig fat i styret og retter op. De kommer først i mål. Næste dags ræs er på en beboet planet hvor beboerne er fjendtlige, Raph redder et andet hold fra nogle af dem men de kører videre uden at sige tak for hjælpen. Raph og Falco vinder hele løbet og Raph bliver hentet "Hjem". Efter det husker Falco altid hvis man ikke ræser med ære så vinder man ikke.                                             |                                                               |                      |
| 73 | "Same As It Never Was" "Det samme som aldrig"                 | 17. marts 2005       |
| Efter et ubehageligt møde med Draco og Daimioens søn (det samme som i afsnit 71), havner Donatello 30 år længere ude i fremtiden. Han finder hulen tom og løber ud. Der bliver han fundet af Shredders mænd. Men Mikey kommer ham til undsætning. Der er sket mange forandringer. Donatello har været forsvundet i 30 år, Mikey har mistet en arm, Raph og Leo er blevet virkelig uvenner, Caisy er død og April og Angel styrer en modstandsbevægelse mod Shredder sammen med Stockman og Hun, Splinter er død, og TMNT opløst kort efter. Donatello får dem alle sammen samlet igen og de står op mod Shredder. Mikey dør som den første af padderne, da en flok fodninjaer overfalder ham. Raph dør da han vil hævne Mikey, og Karai slår Leo ihjel. April får ram på Karai og så er det Donatello og April mod Shredder. Det lykkedes Donatello at snyde Shredder, så han bliver boret i stykker. Donatello bliver hentet "hjem". Derefter forlader April rummet som den eneste overlevende tilbage. Don havde reddet den fremtid. |                                                               |                      |
| 74 | "The Real World Part One" "Den virkelige verden, første del"  | 26. marts 2005       |
| 75 | "The Real World Part Two" "Den virkelige verden, anden del"   | 2. april 2005        |
| 76 | "Bishop's Gambit" "Bishops manøvre"                           | 9. april 2005        |
| 77 | "Exodus Part One" "Exodus, første del"                        | 16. april 2005       |
| 78 | "Exodus Part Two" "Exodus, anden del"                         | 23. april 2005       |

### Sæson 4 (2005-2006)
Ikke udsendt i Danmark.
| Nr. i serie | Titel                          | Oprindelig sendedato  |
| --- | ------------------------------ | --------------------- |
| 79 | "Cousin Sid"                   | 10. september 2005    |
| 80 | "The People’s Choice"          | 17. september 2005    |
| 81 | "Sons of the Silent Age"       | 1. oktober 2005       |
| 82 | "Dragon's Brew"                | 8. oktober 2005       |
| 83 | "I, Monster"                   | 15. oktober 2005      |
| 84 | "Grudge Match"                 | 22. oktober 2005      |
| 85 | "Wing and a Prayer"            | 25. september 2005    |
| 86 | "Bad Day"                      | 5. november 2005      |
| 87 | "Aliens Among Us"              | 12. november 2005     |
| 88 | "Dragons Rising"               | 19. november 2005     |
| 89 | "Still Nobody"                 | 26. november 2005     |
| 90 | "All Hallows Thieves"          | 29. oktober 2005      |
| 91 | "Samurai Tourist"              | 3. december 2005      |
| 92 | "The Ancient One"              | 10. december 2005     |
| 93 | "Scion of the Shredder"        | 4. februar 2006       |
| 94 | "Prodigal Son"                 | 11. februar 2006      |
| 95 | "Outbreak"                     | 18. februar 2006      |
| 96 | "The Trouble With Augie"       | 25. februar 2006      |
| 97 | "Insane In The Membrane"       | 14. oktober 2006 (UK) |
| Note: Udsendelsesdatoen gælder Storbritannien. Grundet censur blev afsnittet først udsendt i USA 2. august 2015. |                                |                       |
| 98 | "Return of Savanti, Part I"    | 11. marts 2006        |
| 99 | "Return of Savanti, Part II"   | 18. marts 2006        |
| 100 | "A Tale of Master Yoshi"       | 4. marts 2006         |
| 101 | "Adventures In Turtle-Sitting" | 25. marts 2006        |
| 102 | "Good Genes Part I"            | 1. april 2006         |
| 103 | "Good Genes Part II"           | 8. april 2006         |
| 104 | "The Ninja Tribunal"           | 15. april 2006        |

### Sæson 5 "Ninja Tribunal" (2006-2007)
Ikke udsendt i Danmark.
Sæson 5 "Ninja Tribunal" fik en lidt broget skæbne. I første omgang gjaldt det afsnit 110, hvor manuskriptet var lavet og animeringen påbegyndt, da afsnittet blev droppet, da indholdet blev anset for at være for kontroversielt for et børneprogram. Afsnittet indgår dog stadig i de officielle oversigter med tilhørende afsnitsnummer.
Efterfølgende valgte man at rykke den efterfølgende sæson "Fast Forward" frem og sende den i forlængelse af sæson 4 i tv, til trods for at afsnit 104, det sidste i sæson 4, netop lagde op til "Ninja Tribunal". Imidlertid indgik 4Kids Entertainment en aftale med Comcast om, at denne skulle sende "Ninja Tribunal" som on demand. Da man begyndte på det i august 2006, var "Fast Forward" imidlertid allerede begyndt i tv, hvilket foranledigede noget forvirring blandt fans om hvilken sæson, der var sæson 5, og hvilken, der var nummer 6. Fra officielt hold enedes man imidlertid om, at "Ninja Tribunal" var sæson 5 og "Fast Forward" nr. 6.
Her slutter historien imidlertid ikke, for efter at have udsendt afsnit 105-109 stoppede Comcast med at sende afsnittene. Fox sendte så i februar 2007 afsnit 111 på et tidspunkt, hvor "Fast Forward" holdt pause. Det blev dog ved det ene afsnit ved den lejlighed, og først i februar 2008 begyndte 4Kids at sende sæsonen regulært i tv. Den blev da promoveret som "The lost season".
| Nr. i serie | Titel                        | Oprindelig sendedato |                    |
| --- | ---------------------------- | -------------------- | ------------------ |
| 105 | "Lap of the Gods"            | 16. februar 2008     | 7. august 2006     |
| 106 | "Demons and Dragons"         | 23. februar 2008     | 7. august 2006     |
| 107 | "Legend of the Five Dragons" | 1. marts 2008        | 7. august 2006     |
| 108 | "More Worlds Than One"       | 8. marts 2008        | 7. august 2006     |
| 109 | "Beginning of the End"       | 15. marts 2008       | 20. september 2006 |
| 110 | "Nightmares Recycled"        | Droppet              | Droppet            |
| Note: Dette afsnit blev aldrig færdiggjort. 4Kids stoppede arbejdet, da plottet blev anset for at være for kontroversielt for et børneprogram. |                              |                      |                    |
| 111 | "Membership Drive"           | 24. marts 2007       | Ikke udsendt       |
| 112 | "New World Order Part I"     | 29. marts 2008       | Ikke udsendt       |
| 113 | "New World Order Part II"    | 5. april 2008        | Ikke udsendt       |
| 114 | "Fathers & Sons"             | 12. april 2008       | Ikke udsendt       |
| 115 | "Past Present"               | 19. april 2008       | Ikke udsendt       |
| 116 | "Enter the Dragons Part I"   | 26. april 2008       | Ikke udsendt       |
| 117 | "Enter the Dragons Part II"  | 3. maj 2008          | Ikke udsendt       |

### Sæson 6 "Fast Forward" (Tidsrejsen) (2006-2007)
Padderne og Splinter bliver sendt 99 år ud i fremtiden, hvor Shredder er væk, og meget har forandret sig, men hvor der stadig er fjender at bekæmpe.
Også for de danske seere blev meget forandret. Man gik direkte fra sæson 2 til sæson 6, og de fleste danske stemmer blev skiftet ud.
| Nr. i serie | Titel                                                             | Oprindelig sendedato |
| --- | ----------------------------------------------------------------- | -------------------- |
| 118 | "Future Shellshock!" "Paddechock i fremtiden"                     | 29. juli 2006        |
| Caseys og Aprils efterkommer Cody Jones henter ved et uheld padderne og Splinter til 2105. New York har mildest talt forandret sig, og problemerne hober sig hurtigt op for de tidsrejsende.                                                                                               |                                                                   |                      |
| 119 | "Obsolete" "Forældede"                                            | 5. august 2006       |
| Padderne kan ikke komme tilbage, for tidsmaskinen mangler dele. Værre er dog, at Codys skumle onkel Darius Dunn vil kidnappe padderne. Men planen går skævt, da de udsendte kidnappere går efter Cody i stedet.                                                                            |                                                                   |                      |
| 120 | "Home Invasion" "Invasion i hjemmet"                              | 12. august 2006      |
| Padderne får en avanceret dojo. Dets realistiske kampscenarier bliver imidlertid til et mareridt, da computervirusen Viral hacker hele bygningen og gør dojoen til et livsfarligt fængsel. Note: Dette afsnit byder på en crossover med tegnefilmserien Wild West C.O.W.-Boys of Moo Mesa. |                                                                   |                      |
| 121 | "Headlock Prime" "Super hovedgreb"                                | 30. september 2006   |
| Raphael og Leonardo er til wrestling. Fremtidens wrestling er kedelig med stramme regler, men det laver en trehovedet udelukket vrestler om på med sit røveri af det udsatte trofæ. |                                                                   |                      |
| 122 | "Playtime's Over" "Børnetimen er slut"                            | 7. oktober 2006      |
| Michelangelos favoritspil får en opfølger, som han bare må have. Men Jammerhead og hans gadeånder hugger alle spillene. |                                                                   |                      |
| 123 | "Bishop to Knight" "Bishop vender tilbage"                        | 14. oktober 2006     |
| Bishop har overlevet århundredet og har brug for paddernes hjælp til at fange smugleren Torbin Zixx. Men Zixx er blevet narret til at smugle en bombe om bord på et rumskib til Månen. |                                                                   |                      |
| 124 | "Night of Sh’Okanabo!" "Sh’Okanabos nat"                          | 21. oktober 2006     |
| Michelangelo slæber sine brødre og Cody med til en gyserfestival. Men Sh’Okanabo dukker op for at fange padderne. |                                                                   |                      |
| 125 | "Clash of the Turtle Titans" "Panserpaddernes kamp"               | 28. oktober 2006     |
| 126 | "Fly Me to the Moon" "Flyv mig op til Månen"                      | 4. november 2006     |
| 127 | "Invasion of the Bodyjacker" "Kropsrøveren"                       | 11. november 2006    |
| 128 | "The Freaks Come Out at Night..." "De gale kommer frem om natten" | 25. november 2006    |
| 129 | "Bad Blood" "Ondt blod"                                           | 2. december 2006     |
| 130 | "The Journal" "Dagbogen"                                          | 9. december 2006     |
| 131 | "The Gaminator" "Gaminator"                                       | 16. december 2006    |
| 132 | "Graduation Day: Class of 2105" "Dimensionsdag årgang 2105"       | 24. marts 2007       |
| 133 | "Timing is Everything" "Timing betyder alt"                       | 31. marts 2007       |
| 134 | "Enter the Jammerhead" "Mesteren Jammerhead"                      | 7. april 2007        |
| Starlees familie kommer på besøg. Cody og Splinter må skjule for dem, at padderne er i færd med at bekæmpe en opdateret Jammerhead. |                                                                   |                      |
| 135 | "The Milk Run" "Svipturen"                                        | 14. april 2007       |
| 136 | "The Fall of Darius Dun" "Darius Duns fald"                       | 21. april 2007       |
| Cody opdager at Darius Dun har en hemmelig våbenfabrik. De to konfronterer hinanden i et slag mellem kampdragter, mens padderne står overfor deres onde kloner. |                                                                   |                      |
| 137 | "Turtle X-tinction" "Turtle X går amok"                           | 28. april 2007       |
| Darius Dun hacker Codys kampdragt Turtle X og bruger den fjernbetjent mod padderne med Cody som fange indeni. Men Serling blander sig i kampen. |                                                                   |                      |
| 138 | "Race for Glory!" "Ærens løb"                                     | 8. september 2007    |
| 139 | "Head of State" "Statsoverhovedet"                                | 15. september 2007   |
| 140 | "DNA is Thicker than Water" "DNA er tykkere end vand"             | 6. oktober 2007      |
| 141 | "The Cosmic Completist" "Den kosmiske samler"                     | 13. oktober 2007     |
| 142 | "The Day of Awakening" "Opvågningsdag"                            | 20. oktober 2007     |
| 143 | "Zixxth Sense" "Zixxes sjette sans"                               | 27. oktober 2007     |

### Planlagte Fast Forward-afsnit
Endnu en sæson med Teenage Mutant Ninja Turtles: Fast Forward med 10 afsnit var oprindelig sat i produktion med henblik på at blive sendt på 4Kids TV i efteråret 2007. Sæsonen blev imidlertid droppet mens produktionen var i gang og de sidste seks afsnit af den første sæson af Fast Forward blev sendt om efteråret i stedet. I 2009 blev et animeret storyboard med det første afsnit offentliggjort gennem Rewards Plaza på 4Kids hjemmeside. Afsnitstitlerne blev senere offentliggjort og nogle af dem blev efterfølgende benyttet til den i stedet producerede sæson Back To The Sewer.
| Nr. i serie | Titel                              | Oprindelig sendedato                                     |
| --- | ---------------------------------- | -------------------------------------------------------- |
| (144) | "Master Fighter 2105"              | 11. maj 2009 (animeret storyboard offentliggjort online) |
| Viral vender tilbage og overtager Michelangelos træningsrobot der er programmeret med kung-fu-idolet Master Fighter. |                                    |                                                          |
| (145) | "Something Wicked"                 | Ikke udsendt                                             |
| Note: titlen blev senere benyttet til Back To The Sewer-afsnit 146. |                                    |                                                          |
| (146) | "Bounty Huntin'"                   | Ikke udsendt                                             |
| (147) | "Turtles, Turtles Everywhere"      | Ikke udsendt                                             |
| (148) | "Law and Disorder"                 | Ikke udsendt                                             |
| (149) | "The Devil and Dr. Stockman"       | Ikke udsendt                                             |
| Note: lækkede storyboards for dette afsnit viser en triceraton-udgave af Shredder. |                                    |                                                          |
| (150) | "The Incredible Shrinking Serling" | Ikke udsendt                                             |
| Note: manuskriptet til dette afsnit blev senere reddet og benyttet til Back To The Sewer-afsnit 149 med samme titel. |                                    |                                                          |
| (151) | "Space Usagi"                      | Ikke udsendt                                             |
| Note: Space Usagi er et spin-off med efterkommere til figurer i Stan Sakais tegneserie Usagi Yojimbo. Stan Sakai er ven med skaberne af Teenage Mutant Ninja Turtles, og deres figurer optræder af og til i hinandens serier. |                                    |                                                          |
| (152) | "City Under Siege"                 | Ikke udsendt                                             |
| Note: manuskriptet til dette afsnit blev senere reddet og benyttet til Back To The Sewer-afsnit 154 med samme titel. |                                    |                                                          |
| (153) | "Homeward Bound"                   | Ikke udsendt                                             |

### Sæson 7 (2008-2009) "Back to the Sewer"
Padderne vender tilbage tilbage til nutiden. Her står de over for både gamle fjender som Fodklanen og Hun, den flygtede Viral og Shredder, genfødt i cyberspace.
| Nr. i serie | Titel                                                         | Oprindelig sendedato |
| ----------- | ------------------------------------------------------------- | -------------------- |
| 144         | "Tempus Fugit" "Tiden går"                                    | 13. september 2008   |
| 145         | "Karate Schooled" "Karateskolen"                              | 20. september 2008   |
| 146         | "Something Wicked" "Noget ondt"                               | 27. september 2008   |
| 147         | "The Engagement Ring" "Forlovelsesringen"                     | 4. oktober 2008      |
| 148         | "Hacking Stockman" "Hackeren Stockman"                        | 18. oktober 2008     |
| 149         | "Incredible Shrinking Serling" "Den utrolige Skrumpe-Serling" | 25. oktober 2008     |
| 150         | "Identity Crisis" "Identitetskrise"                           | 1. november 2008     |
| 151         | "Web Wranglers" "Web cowboys"                                 | 8. november 2008     |
| 152         | "SuperQuest" "Superfærd"                                      | 15. november 2008    |
| 153         | "Virtual Reality Check" "Virtuelt virkelighedstjek"           | 22. november 2008    |
| 154         | "City Under Siege" "By under belejring"                       | 29. november 2008    |
| 155         | "Super Power Struggle" "Superhelteproblemer"                  | 21. februar 2009     |
| 156         | "Wedding Bells and Bytes" "Bytes og bryllupsklokker"          | 28. februar 2009     |

### Specials
| # | Titel                       | Første sendedag   |
| --- | --------------------------- | ----------------- |
| - | "Turtles Forever"           | 21. november 2009 |
| Da padderne fra den første tegnefilmserie ved et uheld bliver bragt til den anden series verden må de gamle og nye padder gå sammen om at stoppe Ch'rell, Utrom-Shredder, hvis onde planer om hævn for sit eksil truer selve multiverset. Note: Dette er en film med crossover mellem de to første tegnefilmserier og den oprindelige tegneserie med figurer fra alle tre.                                                                                |                             |                   |
| SP-1 | "Mayhem from Mutant Island" | 27. marts 2010    |
| Et nat hvor padderne viser sig frem med deres ekstremsportsudstyr bliver de angrebet af et underjordisk monster. De sporer det til en fjerntliggende ø hvor de opdager deres gamle fjende Baxter Stockman som har skabt ondskabsfulde vanskabninger der skal indsættes mod den intetanende offentlighed. Note: Afsnittet er sammensat af 13 "kapitler" på 90-120 sekunders varighed. Afsnittet anses for at være ude af kontinuitet med resten af serien. |                             |                   |